# Manfred Jordan
Manfred Jordan (* 13. Oktober 1929 in Cottbus; † 12. Dezember 1996 in Wurzen) war ein deutscher Schriftsteller und Drehbuchautor.

## Leben
Manfred Jordan war der Sohn eines Beamten. Er besuchte bis 1947 das humanistische Gymnasium in Cottbus. Er war 1946 Mitbegründer und Leiter des ersten Jugendtheaters der FDJ in Cottbus und des Kulturbundes zur demokratischen Erneuerung Deutschlands in Cottbus. 1947 Berufung als Dramaturg, Spielleiter und Schauspieler an das Neue Theater in Wurzen. Von 1948 bis 1949 war er Herausgeber der dramaturgischen Blätter „Das Rampenlicht“.
Seit 1950 arbeitete Manfred Jordan als freischaffender Schriftsteller. 1951 wurde er Mitglied der Arbeitsgemeinschaft „Junge Autoren“ in Dresden. Der Leiter der Arbeitsgemeinschaft war der Schriftsteller Rudolf Leonhard. 1953 wurde Manfred Jordan Kandidat des Schriftstellerverbandes der DDR und 1956 Mitglied. Von 1967 bis 1976 gehörte er dem Vorstand des Schriftstellerverbandes der DDR, Bezirk Leipzig an.
Manfred Jordan war parteilos. Von 1980 bis 1987 war Jordan Vorsitzender der Kreisleitung Wurzen des Kulturbundes der DDR. 1987 wurde er zum Ehrenvorsitzenden ernannt. Er leitete mehrere Laienspielgruppen und ein Arbeitertheater sowie Zirkel schreibender Arbeiter in Apolda, Bad Liebenwerda und in Altenburg.
Große Verdienste erwarb sich Manfred Jordan durch den Aufbau und die Leitung des Klubs der Intelligenz „Joachim Ringelnatz“ Wurzen. Manfred Jordan schrieb historische Romane und Erzählungen, Funkessays und ein Fernsehspiel über Giordano Bruno.

## Ehrungen
Manfred Jordan war 1956 Preisträger im Kinder- und Jugendbuchwettbewerb des Ministeriums für Kultur
der DDR für die Erzählung Zwischen Ruhm und Haß. Er wurde mit der Johannes-R.-Becher-Medaille in Silber und Gold ausgezeichnet und erhielt 1970 die Ehrenplakette der Stadt Wurzen.

## Werke
- Das tapfere Schneiderlein. Märchenspiel, 1949.
- Der deutschen Jugend gehört mein Lied. Über Leben und Wirken von Albert Lortzing, 1952 Verlag Junge Welt Berlin.
- Die Nacht der Bären. Das neue Abenteuer Heft 71. 1955. Verlag Neues Leben Berlin.
- Zwischen Ruhm und Haß. Historische Erzählung über Otto von Guericke. 1956. Verlag Neues Leben Berlin.
- Am Anfang war die Ewigkeit. Historischer Roman über Giordano Bruno 1959. Verlag Neues Leben Berlin.
- Otto von Guericke. Funkessay. 1961
- Das Licht im Turm. Das neue Abenteuer. Heft 228. 1964. Verlag Neues Leben. Berlin
- Doch meine Sonne scheint. Fernsehspiel über Giordano Bruno. Fernsehen der DDR, Gesendet am 7. November 1965
- Martin Behaim und der Weg nach Indien. Funkessay. Radio DDR
- Bestandsaufnahme. Novelle. 1970

Weitere Veröffentlichungen in Anthologien, Zeitungen und Zeitschriften.